# 万寿寺殿
万寿寺殿（まんじゅじどの、万治2年3月1日（1659年4月22日） - 宝永3年7月4日（1706年8月11日））は、第4代仙台藩主伊達綱村の正室。江戸幕府老中である小田原藩主稲葉正則の娘。俗称は仙姫。法諡は万寿寺殿宝蓮浄晃尼大姉。

## 経歴
延宝元年12月15日（1674年1月21日）に父の正則による伊達綱村の後見を目的として幕命により綱村と婚約し、延宝5年（1677年）に結婚。綱村との間に扇千代丸、高姫、伯姫を儲けるが全て夭折する。このために、元禄8年（1695年）に伊達吉村が綱村の養子となる。
宝永3年7月4日（1706年8月11日）に夫に先立って死去する。享年48。伊達忠宗の正室孝勝院などと同様に菩提寺として開元山万寿寺が建立される。